# توگدیر
توگدیر (به لاتین: Togdheer) یک منطقهٔ مسکونی در سومالی‌لند است. توگدیر ۳۵۰٬۰۰۰ نفر جمعیت دارد.